# Cramaille
Cramaille est une commune française située dans le département de l'Aisne en région Hauts-de-France.

## Géographie
Village de l'ancien Valois, bâti au pied d'un coteau, à cinquante kilomètres au sud-ouest de Laon et vingt-quatre kilomètres au sud-est de Soissons.

### Communes limitrophes
|          | Arcy-Sainte-Restitue |         |
| Beugneux | Cramaille            |         |
|          | Bruyères-sur-Fère    | Saponay |

### Lieux-dits, hameaux et écarts
Cramoiselle.

### Hydrographie
La commune est située dans le bassin Seine-Normandie. Elle est drainée par le ru Vachet,.

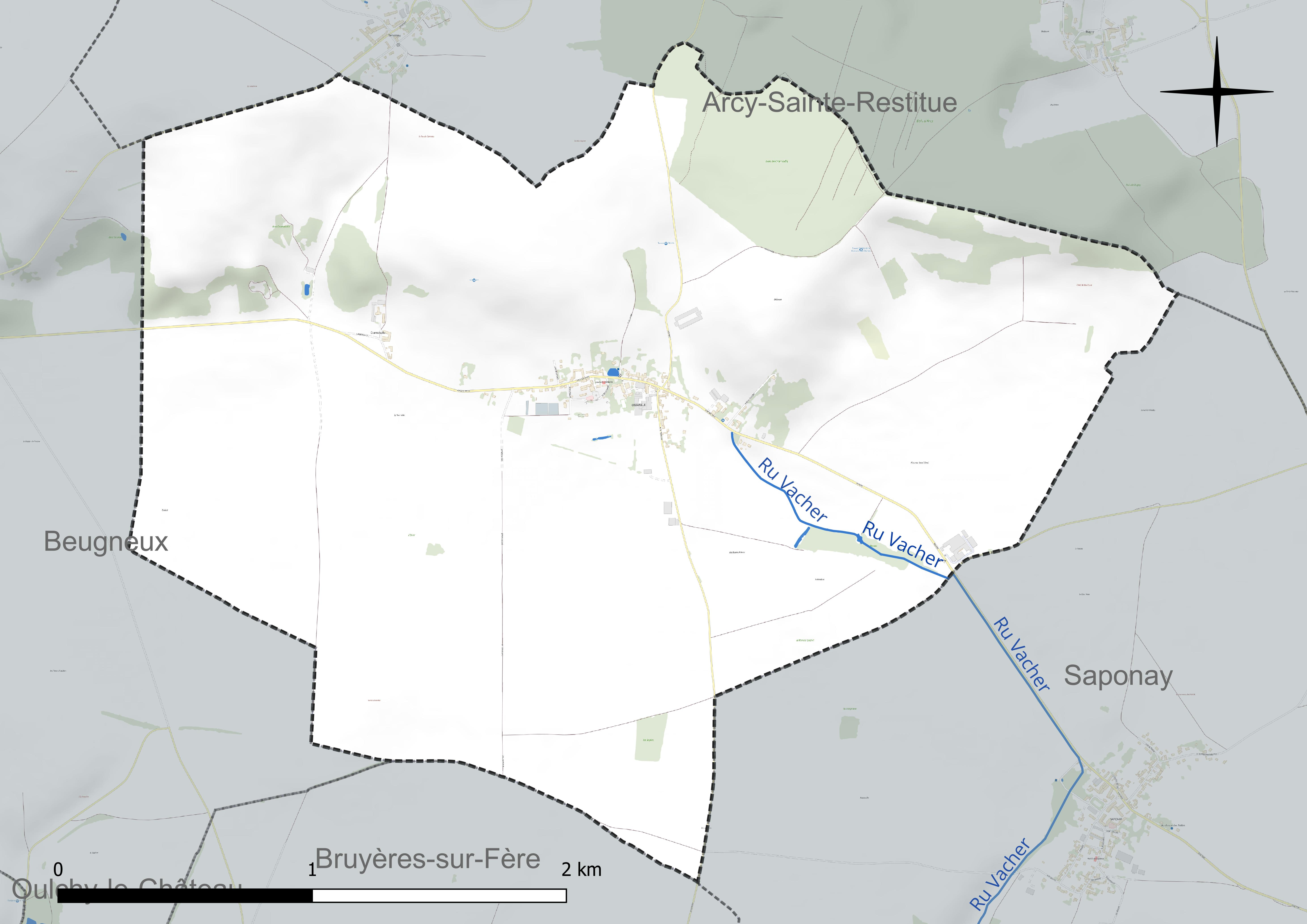
Réseau hydrographique de Cramaille.

### Climat
Pour des articles plus généraux, voir Climat des Hauts-de-France et Climat de l'Aisne.
En 2010, le climat de la commune est de type climat océanique dégradé des plaines du Centre et du Nord, selon une étude du CNRS s'appuyant sur une série de données couvrant la période 1971-2000. En 2020, Météo-France publie une typologie des climats de la France métropolitaine dans laquelle la commune est exposée à un climat océanique altéré et est dans la région climatique Nord-est du bassin Parisien, caractérisée par un ensoleillement médiocre, une pluviométrie moyenne régulièrement répartie au cours de l'année et un hiver froid (3 °C).
Pour la période 1971-2000, la température annuelle moyenne est de 10,3 °C, avec une amplitude thermique annuelle de 15,1 °C. Le cumul annuel moyen de précipitations est de 743 mm, avec 11,7 jours de précipitations en janvier et 8,6 jours en juillet. Pour la période 1991-2020, la température moyenne annuelle observée sur la station météorologique la plus proche, située sur la commune de Braine à 14 km à vol d'oiseau, est de 11,3 °C et le cumul annuel moyen de précipitations est de 662,7 mm,. Pour l'avenir, les paramètres climatiques de la commune estimés pour 2050 selon différents scénarios d'émission de gaz à effet de serre sont consultables sur un site dédié publié par Météo-France en novembre 2022.

## Urbanisme

### Typologie
Au 1er janvier 2024, Cramaille est catégorisée commune rurale à habitat dispersé, selon la nouvelle grille communale de densité à 7 niveaux définie par l'Insee en 2022.
Elle est située hors unité urbaine. Par ailleurs la commune fait partie de l'aire d'attraction de Château-Thierry, dont elle est une commune de la couronne,. Cette aire, qui regroupe 52 communes, est catégorisée dans les aires de moins de 50 000 habitants,.

### Occupation des sols
L'occupation des sols de la commune, telle qu'elle ressort de la base de données européenne d'occupation biophysique des sols Corine Land Cover (CLC), est marquée par l'importance des territoires agricoles (89,5 % en 2018), une proportion identique à celle de 1990 (89,5 %). La répartition détaillée en 2018 est la suivante : 
terres arables (85,5 %), forêts (7,3 %), zones agricoles hétérogènes (3,6 %), zones urbanisées (3,1 %), prairies (0,5 %).
L'évolution de l'occupation des sols de la commune et de ses infrastructures peut être observée sur les différentes représentations cartographiques du territoire : la carte de Cassini (XVIIIe siècle), la carte d'état-major (1820-1866) et les cartes ou photos aériennes de l'IGN pour la période actuelle (1950 à aujourd'hui).

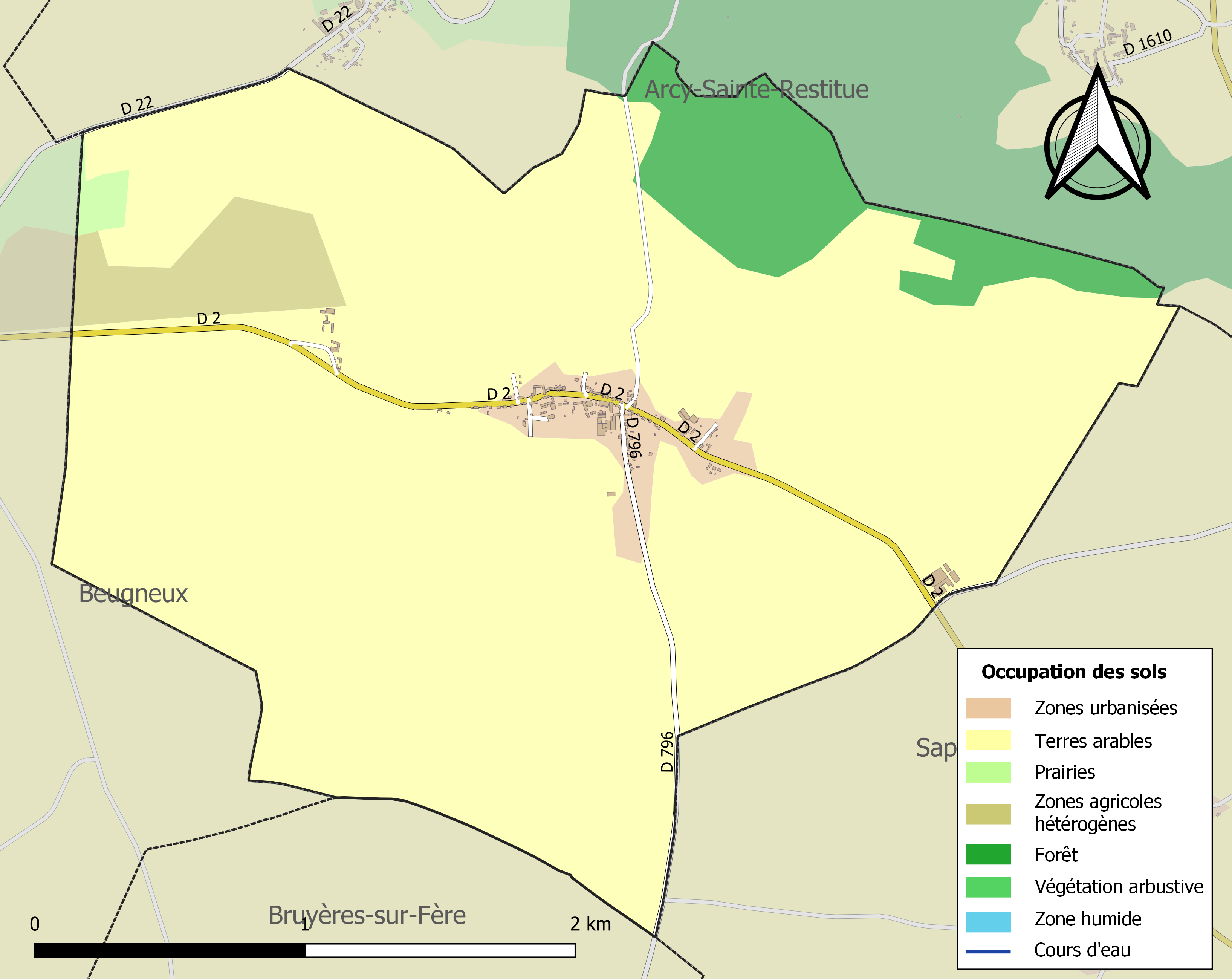
Carte des infrastructures et de l'occupation des sols de la commune en 2018 (CLC).

## Toponymie
Le nom de la localité est attesté sous les formes Cremelle (1147) ; Cramelie (1223) ; Cramail (1652).
Le toponyme s'explique par le relief, du bas latin cramaculus du XIe siècle, cremasculus, cremasclus du XIVe siècle, cramaille est la forme picarde du français « crémaillère (champ en côte) »,, marquant des crans comme ceux d'une crémaillères, marqué par les coteaux calcicoles du Soissonnais méridional, dont la côte de Cramoiselle à Cramaille, qui font face aux buttes du Tardenois.

## Histoire
La terre de Cramaille portait autrefois le titre de baronnie, et les seigneurs de ce village prenaient celui de premiers barons du Valois.
Cette baronnie entra par mariage dans la maison de Harlus, en 1456 ou 1476, d'où elle passa brièvement à Philippe de Longueval en 1560, puis, en 1573 à Claude Pinard, secrétaire d'État.
Le château de Cramaille fut magnifiquement rebâti par la maison de Harlus sous François Ier. Ce château fut brûlé en 1652, ainsi que le village, par les Espagnols.

## Politique et administration

### Découpage territorial
La commune de Cramaille est membre de la communauté de communes du Canton d'Oulchy-le-Château, un établissement public de coopération intercommunale (EPCI) à fiscalité propre créé le 30 décembre 1994 dont le siège est à Oulchy-le-Château. Ce dernier est par ailleurs membre d'autres groupements intercommunaux.
Sur le plan administratif, elle est rattachée à l'arrondissement de Soissons, au département de l'Aisne et à la région Hauts-de-France. Sur le plan électoral, elle dépend du  canton de Villers-Cotterêts pour l'élection des conseillers départementaux, depuis le redécoupage cantonal de 2014 entré en vigueur en 2015, et de la cinquième circonscription de l'Aisne  pour les élections législatives, depuis le dernier découpage électoral de 2010.

### Administration municipale

#### Liste des maires
| Période                                  | Période                       | Identité       | Étiquette | Qualité                                   |
| ---------------------------------------- | ----------------------------- | -------------- | --------- | ----------------------------------------- |
| avant 1874                               | après 1875                    | Pinta          |           |                                           |
| Les données manquantes sont à compléter. |                               |                |           |                                           |
|                                          | 1998                          | Roger Toupet   |           |                                           |
| 1998                                     | juin 2013                     | Roger Servoise |           | Agriculteur Décédé en fonction            |
| août 2013                                | En cours (au 12 juillet 2020) | Didier Grenot  | DVD       | Industriel Réélu pour le mandat 2020-2026 |

## Population et société

### Démographie
L'évolution du nombre d'habitants est connue à travers les recensements de la population effectués dans la commune depuis 1793. Pour les communes de moins de 10 000 habitants, une enquête de recensement portant sur toute la population est réalisée tous les cinq ans, les populations de référence des années intermédiaires étant quant à elles estimées par interpolation ou extrapolation. Pour la commune, le premier recensement exhaustif entrant dans le cadre du nouveau dispositif a été réalisé en 2007.

En 2022, la commune comptait 133 habitants, en évolution de −3,62 % par rapport à 2016 (Aisne : −1,97 %, France hors Mayotte : +2,11 %).
| 1793 | 1800 | 1806 | 1821 | 1831 | 1836 | 1841 | 1846 | 1851 |
| ---- | ---- | ---- | ---- | ---- | ---- | ---- | ---- | ---- |
| 146  | 188  | 165  | 167  | 182  | 181  | 221  | 229  | 233  |

| 1856 | 1861 | 1866 | 1872 | 1876 | 1881 | 1886 | 1891 | 1896 |
| ---- | ---- | ---- | ---- | ---- | ---- | ---- | ---- | ---- |
| 240  | 232  | 220  | 184  | 217  | 206  | 193  | 202  | 214  |

| 1901 | 1906 | 1911 | 1921 | 1926 | 1931 | 1936 | 1946 | 1954 |
| ---- | ---- | ---- | ---- | ---- | ---- | ---- | ---- | ---- |
| 220  | 210  | 210  | 161  | 181  | 205  | 188  | 192  | 206  |

| 1962 | 1968 | 1975 | 1982 | 1990 | 1999 | 2006 | 2007 | 2012 |
| ---- | ---- | ---- | ---- | ---- | ---- | ---- | ---- | ---- |
| 179  | 172  | 135  | 127  | 108  | 102  | 118  | 120  | 131  |

| 2017 | 2022 | - | - | - | - | - | - | - |
| ---- | ---- | - | - | - | - | - | - | - |
| 143  | 133  | - | - | - | - | - | - | - |

## Culture locale et patrimoine

### Lieux et monuments
- Église Saint-Martin datant du XVIe siècle, classée MH en 1922[26].

- Ruines du château datant du XIIIe siècle, la tour de l'ancienne enceinte est classée MH depuis 1927[27].

- Monument aux morts, sur lequel sont gravés 18 noms[28], signé Edme Marie Cadoux.

### Cramaille dans les arts
Cramaille est citée dans le poème d'Aragon, Le conscrit des cent villages, écrit comme acte de Résistance intellectuelle de manière clandestine au printemps 1943, pendant la Seconde Guerre mondiale.

### Personnalités liées à la commune
Raoul de Harlus, chambellan du duc de Bourgogne et gouverneur de Compiègne, sire de Cramaille et premier baron de Valois en 1456, par son mariage avec Marie de l'Isle. Le père de cette dernière avait acquis la baronnie de Cramaille de la Maison de France, qui la tenait en propre. 
Jean De Harlus, sire de Cramaille, premier baron de Valois, leur fils, fut receveur des finances du duché de Valois.

## Pour approfondir